# 拉傑普特級驅逐艦
拉傑普特級驅逐艦（Rajput-class destroyer）是印度海軍以前蘇聯卡辛級驅逐艦為基礎改裝設計的導彈驅逐艦，因此又被稱為卡辛II級。本艦艇設計由印度海軍提出規格需求，全計畫艦設計與建造均由俄羅斯完成。與卡辛級不同的是，拉傑普特級更換新的直升機停機坪與刮板升運機，並大幅改裝電子設備和作戰系統。本級艦艇共建造5艘，皆於1980年代陸續服役，並且都部署在印度東部海軍司令部。

## 歷史
拉傑普特級驅逐艦是以前蘇聯卡辛級為基礎設計，提供印度海軍航空母艦戰鬥群擁有反潛艦、低空飛機、巡航導彈等防空作戰與反潛作戰能力。首艘艦拉傑普特號裝置印度和俄羅斯合作研發的布拉莫斯超音速反艦巡弋飛彈，這也是印度海軍首艘裝置布拉莫斯武器系統的艦體。拉傑普特號在服役一段時間後，加裝2具SS-N-2D 冥河反艦飛彈。同型艦蘭沃號與蘭維賈伊號，則是安裝8具布拉莫斯布拉莫斯超音速反艦巡弋飛彈與4具SS-N-2D 冥河反艦飛彈，其中蘭維賈伊號安裝的是布拉莫斯垂直發射系統。
目前印度海軍正計畫改裝首艘艦拉傑普特號的動力系統，預計新動力系統為印度國防研究與發展組織（DRDO）燃氣渦輪研究院所研發的卡佛力（Kaveri）船用燃氣輪機。目前卡佛力型船用燃氣輪機以開發出原型機，並在進行測試評估階段。

## 建造與部署

### 同型艦
| 艦名                   | 舷號 | 造船廠             | 主港         | 服役时间       | 退役时间      | 狀態   |
| ---------------------- | ---- | ------------------ | ------------ | -------------- | ------------- | ------ |
| 拉傑普特號（Rajput）   | D51  | 六一公社社員造船廠 | 維沙卡帕特南 | 1980年9月30日  | 2021年5月21日 | 退役   |
| 拉那號（Rana）         | D52  | 六一公社社員造船廠 | 維沙卡帕特南 | 1982年6月28日  |               | 服役中 |
| 蘭吉特號（Ranjit）     | D53  | 六一公社社員造船廠 | 維沙卡帕特南 | 1983年11月24日 | 2019年5月6日  | 退役   |
| 蘭沃號（Ranvir）       | D54  | 六一公社社員造船廠 | 維沙卡帕特南 | 1986年10月28日 |               | 服役中 |
| 蘭維賈伊號（Ranvijay） | D55  | 六一公社社員造船廠 | 維沙卡帕特南 | 1988年1月15日  |               | 服役中 |

## 外部連結
- Rajput class destroyer - Bharat-Rakshak.com （页面存档备份，存于）
- Rajput class destroyer @ GlobalSecurity.org （页面存档备份，存于）
- （英文） All Kashin-II Class Destroyers - Complete Ship List